# فرنسيسكو نازارينو
فرنسيسكو نازارينو هو لاعب كرة قدم إكوادوري في مركز الوسط، ولد في 13 ديسمبر 1993 في غواياكيل في الإكوادور. لعب مع سوسيداد ديبورتيفو كيتو ونادي برشلونة.